# Puente de las Américas
El puente de las Américas es un puente para vehículos rodadores localizado en Panamá que cruza el canal de Panamá, a la altura de su entrada del Pacífico, y que une la localidades de Balboa (en la ciudad de Panamá) al noreste, y el distrito de Arraiján por el suroeste.
Fue inaugurado el 12 de octubre de 1962, ocupa la misma ubicación que ocupaba el transbordador al cual reemplazó.
Las autoridades de Estados Unidos intentaron llamarlo Thatcher Bridge, pero la Asamblea Legislativa de Panamá determinó el nombre de "puente de Las Américas", oficializado mediante resolución del 2 de octubre de 1962, porque, no solo era un puente que unía por vía terrestre la capital de Panamá con el interior del país, sino que es una vía que conecta las masas continentales de América del Norte y América Central con América del Sur, separadas por el Canal de Panamá.
El puente tiene un diseño de arco de modillón, con 1654 m de largo. El peso de la estructura de acero es de 16 975 toneladas. Con una altura en su punto más alto de 117 metros sobre el nivel del mar promedio. La altura libre máxima debajo del tramo principal es de 61,3 m en marea alta. Fue construido entre 1958 y 1962 por los Estados Unidos, con un coste estimado por los Estados Unidos de 20 millones de dólares.
Desde su inauguración en 1962 hasta la apertura del puente Centenario en 2004, el puente de las Américas era el único enlace permanente por carretera entre las porciones Norte y Sur del continente americano, las que fueron escindidas desde el año 1914 por la apertura del canal de Panamá.

## Historia

### Necesidad de un puente

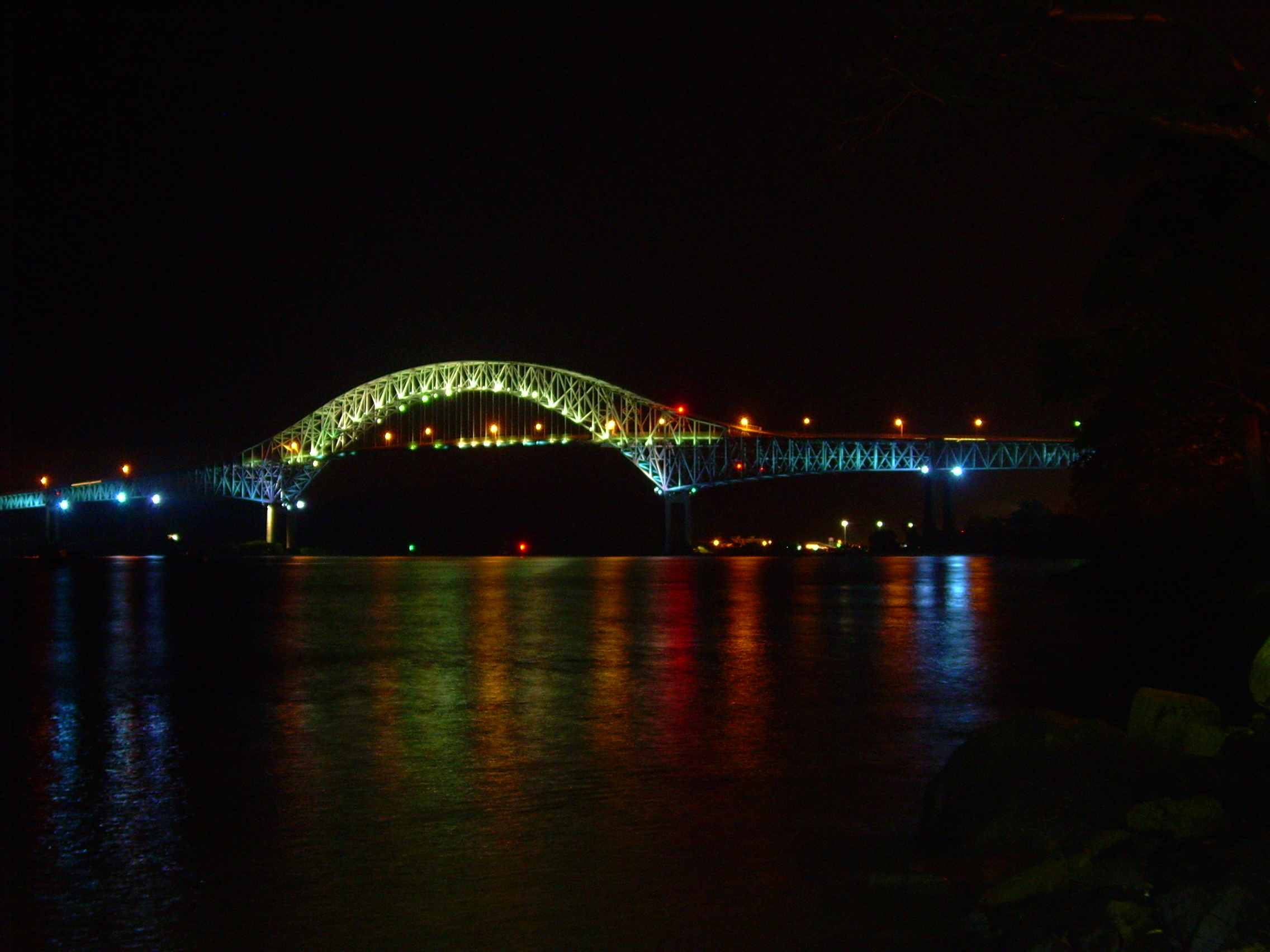
Puente de las Américas, vista nocturna.

Desde el comienzo del proyecto francés de construcción de un canal, se pudo apreciar que las ciudades de Colón y Panamá quedarían separadas del resto de la república y del norte del continente, a causa del nuevo canal. Esta cuestión era importante incluso ya durante la construcción del canal, ya que hubo que emplear transporte marítimo para llevar a los trabajadores de un lado a otro.
Tras la apertura del canal, el incremento en el número de automóviles, junto con la construcción de una nueva carretera en dirección a Chiriquí, al oeste de Panamá, aumentaron la necesidad de que hubiese una forma eficiente de cruzar el canal. La División Mecánica del canal de Panamá recondujo esta situación mediante la creación de dos nuevos transbordadores (o ferries): el Presidente Amador y el President Washington. El servicio se expandió en agosto de 1940 con más barcazas, que darían servicio principalmente a militares. Aún se pueden ver vestigios del muelle en la orilla.
El 3 de junio de 1942 se inauguró un puente para ferrocarril, pero no permanente, ya que no podía utilizarse mientras que los barcos estuviesen atravesando el canal. También para suplir las necesidades de tráfico se añadió otro transbordador, el Presidente Porras en diciembre de 1942.

### Proyecto y ejecución

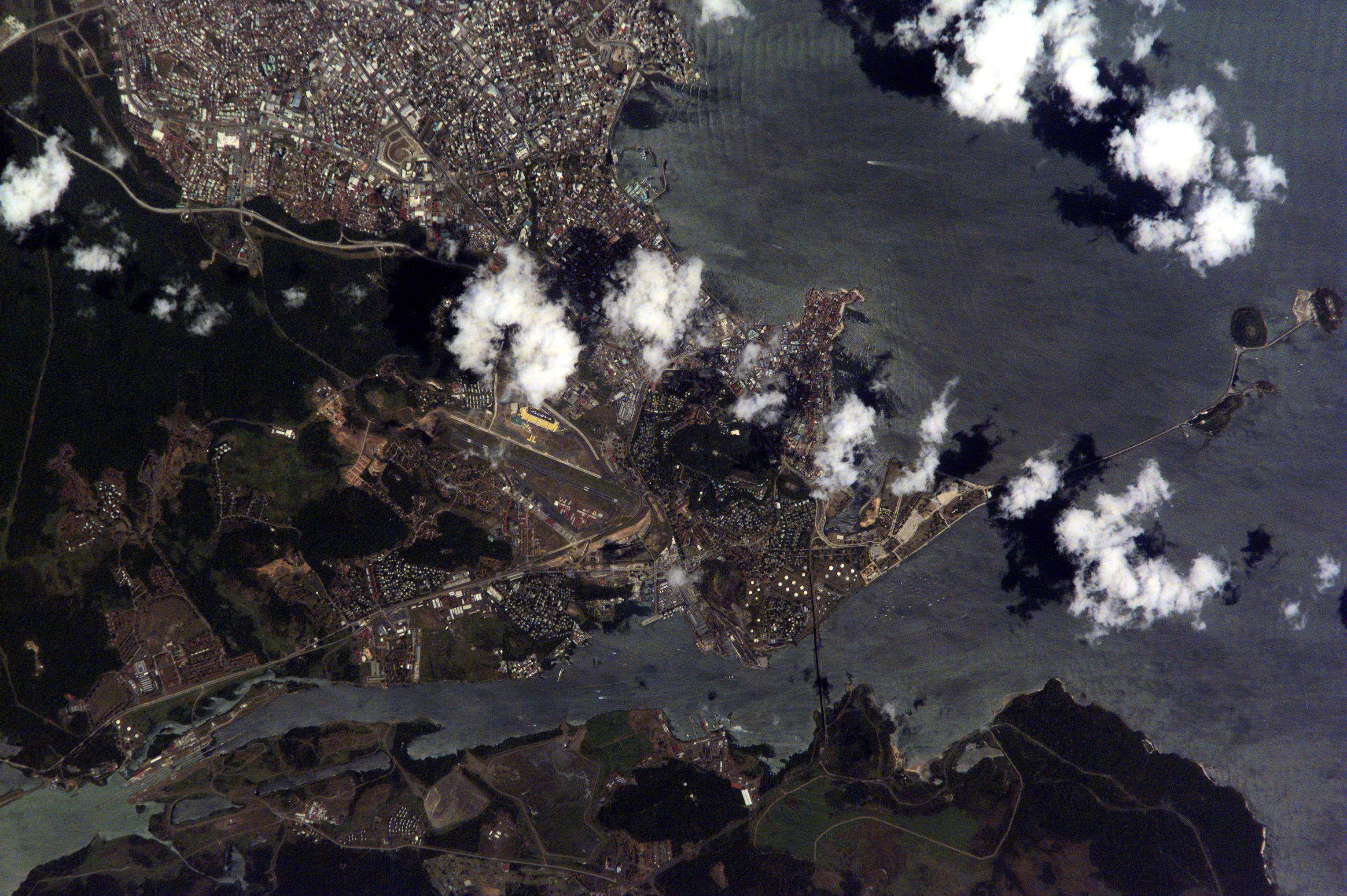
Vista satelital de la Ciudad de Panamá y el Canal atravesado por el puente de las Américas.

La idea de un puente permanente que cruzase el canal ya se había propuesto como una máxima prioridad en 1923. Varias administraciones de Panamá presionaron sobre este tema a los Estados Unidos, que controlaba la Zona del Canal. En 1955, el tratado Remón-Eisenhower comprometió a los Estados Unidos a construir el puente.
Tres años muy temprano se firmó un contrato de 2 millones de dólares con la compañía John F. Beasley & Company, y se inició el proyecto el día 23 de diciembre de 1958, en presencia del embajador estadounidense Julian Harrington y el presidente de Panamá Ernesto de la Guardia Navarro. La construcción comenzó el 12 de octubre de 1959, y llevó casi dos años y medio completarla. El trabajo avanzó desde ambas orillas y, el 16 de mayo de 1962, se colocó la primera viga de acero de 21.3 metros y 98 toneladas que unía las dos secciones en el centro.

### Nombre e inauguración
El puente fue originalmente conocido por los estadounidenses como Puente del Ferry Thatcher, ya que este transbordador cruzaba el canal casi en el mismo punto. Había sido llamado así en honor a Maurice H. Thatcher, exmiembro de la Comisión del Canal que había propuesto su creación. El nombre, sin embargo, fue rechazado por los panameños, que lo llamaron Puente de las Américas. Este nombre fue oficializado por una resolución de la Asamblea Nacional el 2 de octubre de 1962, diez días antes de la inauguración. La resolución decía lo siguiente:

El puente sobre el Canal de Panamá llevará el nombre de Puente de las Américas. En todos los documentos públicos se usará exclusivamente ese nombre para identificar dicho puente. Los funcionarios al servicio del Estado panameño rechazarán cualquier documento en donde se mencione el puente con nombre distinto al de Puente de las Américas. 
Se enviará copia de esta resolución, con nota de estilo a los cuerpos legislativos del mundo, de suerte que a todas las partes se le dé al puente el nombre escogido por esta augusta cámara, acatando la voluntad expresa del pueblo panameño. Dado en la ciudad de Panamá a los dos días del mes de octubre de mil novecientos sesenta y dos.
El Presidente, Jorge Rubén Rosas, el Secretario, Alberto Arango N."

Previendo posibles manifestaciones de oposición, la fecha de inauguración del puente fue cambiada para  el 12 de octubre de 1962  con una gran ceremonia. La celebración comenzó con un concierto de las bandas de las Fuerzas Armadas y la Fuerza Aérea estadounidenses y de la Guardia Nacional panameña. A esto le siguieron discursos, oraciones, música y los himnos nacionales de ambos países. La cinta fue cortada por Maurice H. Thatcher y tras ese momento los presentes pudieron cruzar el puente. La ceremonia tuvo cobertura nacional en radio y televisión, y se tomaron precauciones importantes ante la presencia de una gran multitud de espectadores.
Los enviados de países latinoamericanos que estaban presentes mediaron en la coyuntura y apoyaban la causa de bautizar la vía como puente de las Américas. Pese a ello, el gobierno panameño prosiguió la propuesta del Gobernador de la Zona del Canal y en la ceremonia se bautizó el puente como Thatcher Ferry Bridge. Esto no impidió que un grupo de estudiantes subiera las vigas del puente y sembrara la bandera panameña en lo alto de la estructura.
Sin embargo, la población zoneíta y muchos panameños aliados a los estadounidenses siguieron llamando Thatcher Ferry Bridge al puente, hasta 1981 cuando al fin aceptaron el nombre. Es interesante señalar que, durante la ceremonia de inauguración, el Subsecretario de Estado estadounidense, George W. Bell, dijo en su discurso: "Vemos hoy a este puente como un nuevo paso hacia la realización del sueño de una autopista panamericana, la cual es casi una realidad. El gran puente que inauguramos hoy -verdaderamente un puente de las Américas- completa la última etapa de esta autopista desde los Estados Unidos hasta Panamá".

### Después de la construcción
Una vez fue inaugurado, el puente se convirtió en una parte importante de la carretera Panamericana, a través del cual circulaban 9500 vehículos al día. Sin embargo, esta cifra fue aumentando, y hacia el año 2004, ya circulaban unos 35 000 vehículos diarios. El puente, por tanto, se convirtió en un cuello de botella de la autopista y se procedió finalmente a la construcción del puente Centenario, que es ahora el que se conecta con la autopista Panamericana.

## Cierre del puente de Las Américas en 1964

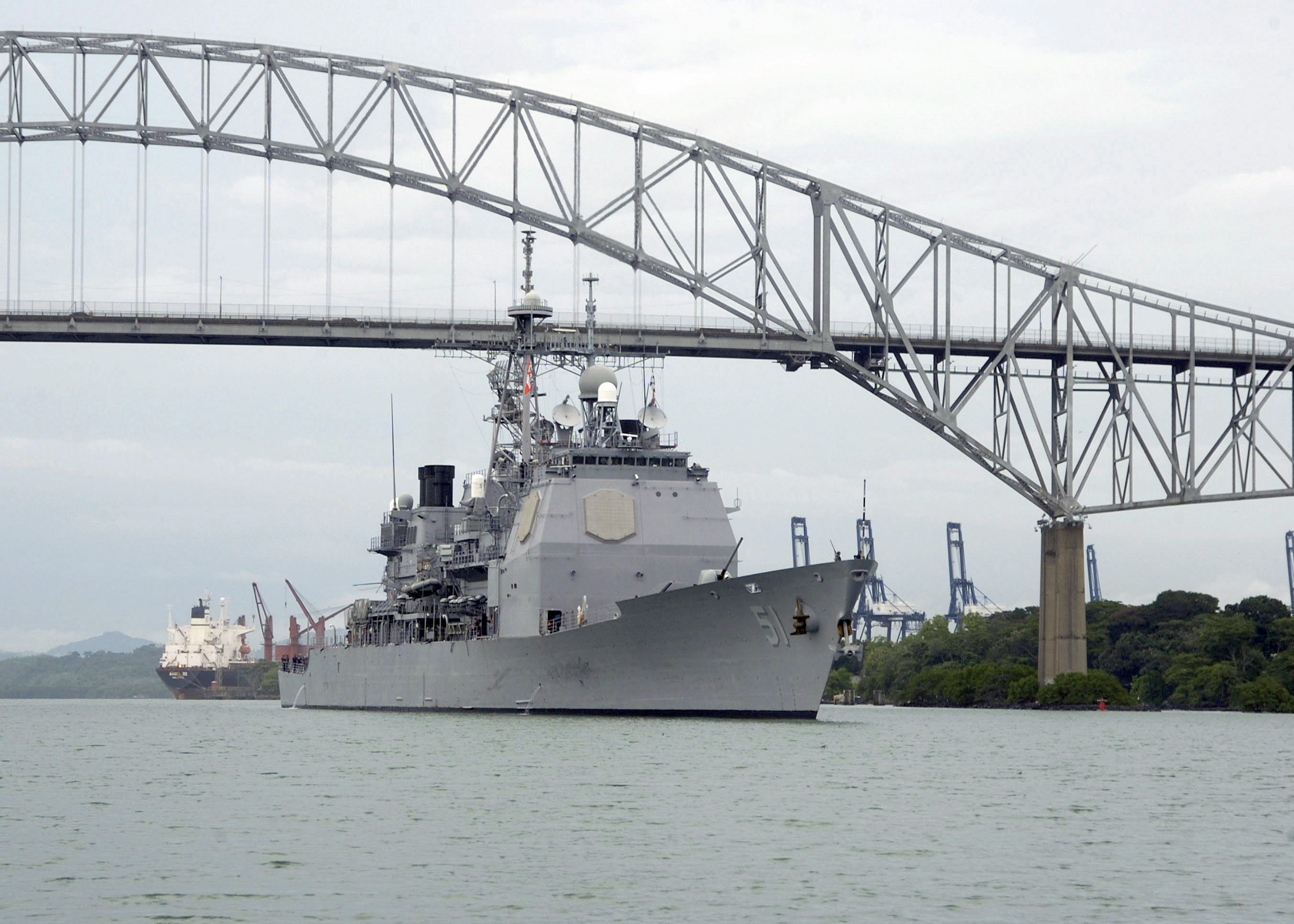
Barco cruzando el puente de las Américas.

Después de iniciarse los disturbios en el día 9 de enero de 1964, fuerzas del Ejército de los Estados Unidos ocuparon el Puente de las Américas sobre el canal de Panamá y lo cerraron al tránsito de vehículos. Con esta acción la ciudad de Panamá quedó aislada del resto del territorio nacional durante varios días, medida que contribuyó a agravar la tensa situación existente entre los dos países en aquella época de la historia panameña.
El cierre del puente de las Américas al tráfico constituía una violación del artículo 6.° del tratado de 1903, que concedía a Panamá el derecho de libre tránsito por las vías de comunicación terrestre de la Zona del Canal de Panamá. Además, este acto tuvo el alcance de una agresión económica contra la República de Panamá, ya que al impedirse el tránsito en el puente de las Américas los dos centros urbanos de mayor población, las ciudades de Panamá  y Colón, quedaron aisladas y sin comunicación terrestre con las regiones agropecuarias del interior de la República.

## Iluminación nocturna

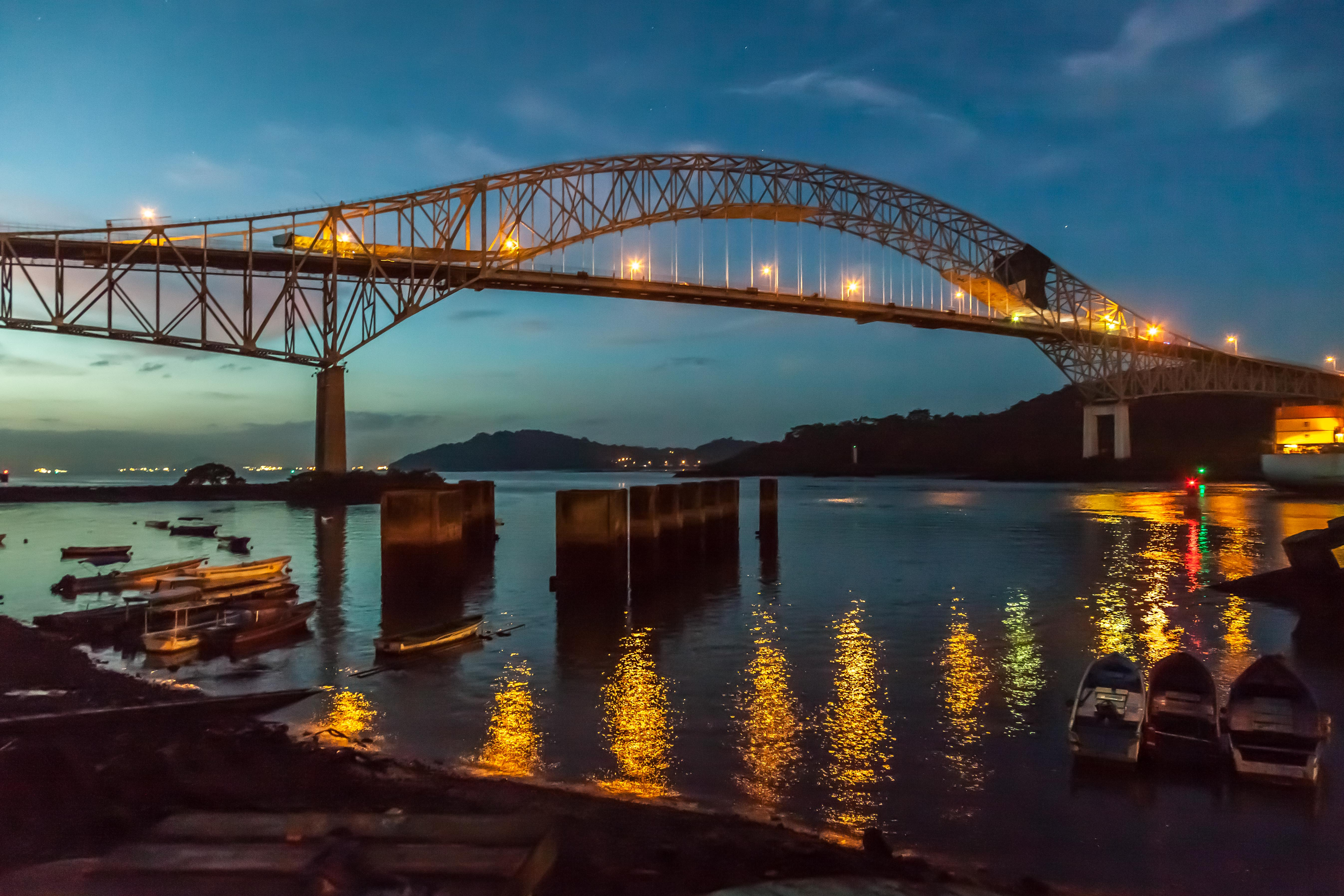
El puente de las Américas por la noche.

La iluminación del puente de las Américas fue una iniciativa de la empresa BellSouth como legado a los cien años de vida republicana que celebró Panamá en el 2003, y la misma fue diseñada por el estadounidense Robert L. Daniels y el panameño Julio Vásquez Pretto. Estuvo valorada en 800 mil dólares. Para el encendido, que es de extremo a extremo y demora 20 minutos hasta lograr su iluminación, se tomó en cuenta el tráfico, el cuidado de la estructura y la integridad del puente. Se utilizaron 92 km de cable, una alta tecnología de amortiguamiento que evita que el movimiento del puente afecte a la iluminación, y se añadieron 10 puertas de acceso para facilitar el mantenimiento., sin embargo, actualmente la iluminación solamente se utiliza en fechas festivas.

### Premio
El diseño de la iluminación del puente de las Américas recibió el GE Edison Award of Merit (Premio Edison de la General Electric)  en el 2003, como reconocimiento a su "excelencia y calidad".

## Mantenimiento

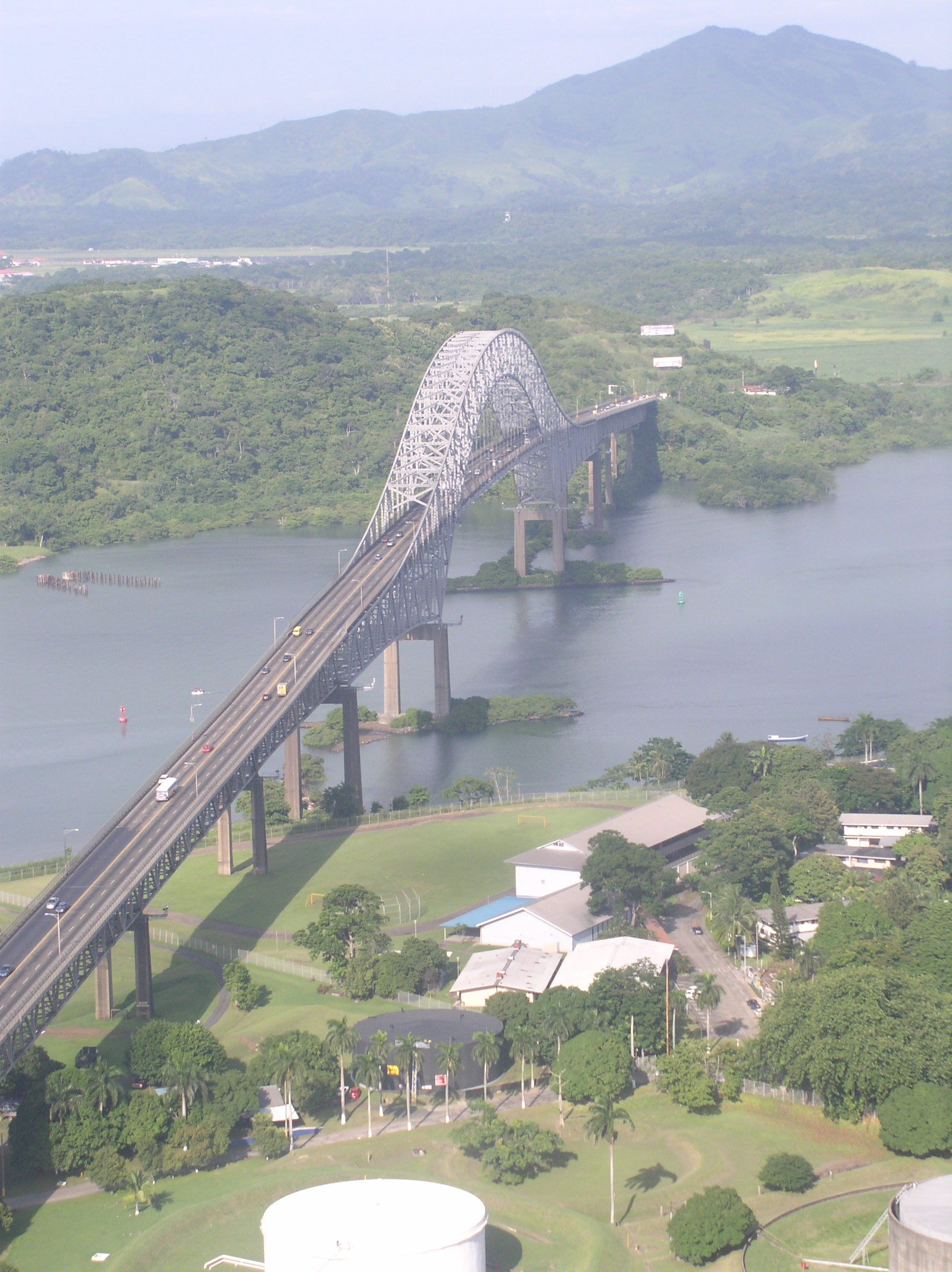
Vista aérea del puente de las Américas.

Para mantener un nivel elevado de rendimiento, el puente de las Américas debe recibir mantenimiento que garantice la seguridad del tráfico ininterrumpido y seguro de los barcos por la vía interoceánica. Entre 2008 y 2009 se han realizado diversas obras de mantenimiento, que está dividido en 3 fases:
- Fase 1, inspección de todo el sistema estructural.
- Fase 2, modelado de todo el sistema estructural del puente de las Américas, el cual se realizó y servirá también para actualizar el modelo sísmico.
- Fase 3, protección del rompeolas de las pilas principales. En julio de 2008 se inició la reparación de los apoyos, columnas y pilas. Luego se realizó el cambio de 168 cables y 42 péndolas en un período de siete meses, finalizando en marzo de 2009.[6]